# مقياس رسم
مقياس رسم الخريطة هو نسبة ما بين الابعاد على الطبيعة والأبعاد على الخريطة حيث تمثل الابعاد الحقيقة الطبيعية على الخرائط بأبعاد اقل من الحقيقة وذلك لتسهيل قراءة الخرائط.
وحفاظاً على التمثيل الحقيقي للمعالم (المباني والمظاهر الطبيعية) على الخريطة 0 ان كان لازم.
توحيد المقياس في جميع الاتجاهات حتى لا يحدث تشوه في الخريطة مقارنة بالطبيعة (غالباً في الخرائط المستوية)
مقياس الخريطة: هو المسافة على الخريطة وما يقابلها على الطبيعة ويكون على شكل خطي أو كسري.و هناك أنواع من المقاييس (كبيرة، صغيرة، متوسطة، خطية، كسرية، عددية...).

## مقياس الرسم

### من نماذج مقاييس الرسم
1mm : 1m أي تعني ان كل وحدة قياس على الخريطة تمثل 1000 من نفس الوحدة على الطبيعة.
كمثال ان واحد ملميتر على الخريطة يمثل متر على الطبيعة وهكذا
وكلما كبر مقياس الرسم كلما كانت الخريطة اصغر أي أن المنطقة المغطاة تكون اقل مساحة من أن يكون مقياس الرسم اقل.

## اقرأ أيضا
- خريطة
- خريطة طبوغرافية